# IP kamera

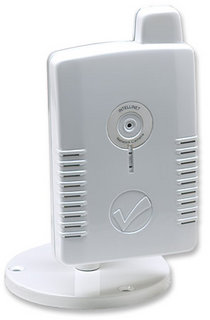
Síťová IP kamera

IP kamera, také nazývaná síťová kamera, je druh kamery, který pro přenos dat (videa) využívají internetový protokol. Spojení s okolím je realizováno pomocí ethernetové linky nebo bezdrátově. Využívají se pro monitorování určeného prostoru, například obchodních prostor, bank, soukromých pozemků apod. Uplatnění najdou i při živých náhledech na internetových stránkách.

## Historie
První IP kamera na světě spatřila světlo světa v roce 1996. Jejím vynálezcem byl zakladatel firmy AXIS Martin Gren.
Prvotní nápad vytvořit IP kameru ho napadl náhodou v 90 letech, kdy byl pracovně v Japonsku a kde se ho jeden z jeho zákazníků zeptal, jestli by nedokázal připojit analogové kamery k síti, že jich má plný sklad. Panu Greenu se nápad zalíbil a řekl si, že jeho firma je otevřená novým nápadům.
První IP kamera nesla název AXIS Neteye 200 a měla velmi nízký výkon. Ve standardním rozlišení dokázala pořídit pouhý jeden snímek za 17 sekund a tři snímky za minutu.
V roce 1999 firma vyvinula vlastní čip ARTPEC, který již zajistil přenos 30 obrázků za sekundu.

## Komunikační část IP kamer

### Hardwarové komunikační rozhraní IP kamer
IP kamera může volně nakládat s celou řadou konektorů zprostředkovávajících datový přenos. Logické vstupy a výstupy (I/O) slouží k připojení externích zařízení.
Vstupy jsou využívány zejména k přenesení logické informace, například s prvku PZTS či ACS. Tyto informace jsou zpracovány procesorem kamery a podle nastavení pak IP kamera vykonává nezávislé činnosti, jako například změnu své polohy a nebo aktivaci jiných funkcí podle konfigurace samotné IP kamery.
Výstupy slouží k odeslání logické informace do externích zařízení, které dle nastavení taktéž vykonávají samostatně činnost, jež je logickým výstupem spuštěna.

### Přenosové technologie síťového videa
IP kamery využívají stejné síťové technologie jako ostatní síťová zařízení (počítače, tiskárny, routery, modemy, ale i mobilní telefony nebo tablety připojeny přes wifi). IP kamera přenáší živě digitální video přes síť do koncových zařízení, jako je počítač nebo mobilní telefon. S přidělenou IP adresou, Zabudovaným webovým serverem a audio/video protokoly můžete nezávisle na jiných zařízeních monitorovat sledovanou scénu.

### IP ( internet protokol)
IP je základním protokolem používaným na internetu a v počítačových sítích. Protokol je v podstatě standard, podle kterého probíhá přenos dat mezi dvěma koncovými body.

## Výhody
Mezi hlavní přínosy kamer tohoto typu patří:
- Vzdálená správa prakticky odkudkoli.
- Podpora digitálního zoomu.
- Schopnost posílat snadno obrázky i video kamkoli, kde se nachází aktivní připojení k internetu.
- Pokrokové (progresivní) skenování umožňující lepší kvalitu obrazu, a to zejména u pohyblivých cílů.
- Nastavitelné hodnoty u snímků za sekundu a rozlišení.
- Obousměrná komunikace.
- Možnost poslání výstrahy (či učinění jiné akce) pří zjištění podezdřelé aktivity.
- Nízké požadavky na kabeláž.
- Podpora tzv. Inteligentního videa - analyzování obrazu a případné sledování podivné aktivity, či zjištění geografické lokace daného tělesa.